# جان هال (برنامه‌نویس)
جان هال (انگلیسی: Jon Hall؛ زادهٔ ۷ اوت ۱۹۵۰) برنامه‌نویس، مهندس، و دانشمند رایانه اهل ایالات متحده آمریکا است. وی دبیر هیئت امنای ال‌پی‌آی و مدیر عامل OptDyn است.
زمانی که او مدیر دپارتمان علوم کامپیوتر بود، توسط دانشجویانش لقب "سگ عصبانی" به او اطلاق شد و همچنان با این نام شناخته میشود. او یکی از افراد سرشناس در حوزه لینوکس است و نقش موثری در توسعۀ آن از ابتدا تا به امروز ایفا کرده است.
او همچنین از چهره های مهم در حوزه نرم افزار آزاد و سخت افزار آزاد به شمار می آید و با پشتیبانی هایش کمک شایانی به پیشرفتشان کرده است.